# Trichostomum castaneum
Trichostomum castaneum là một loài Rêu trong họ Pottiaceae. Loài này được (H.A. Crum & Steere) R.H. Zander miêu tả khoa học đầu tiên năm 1993.